# Ålborg Amt

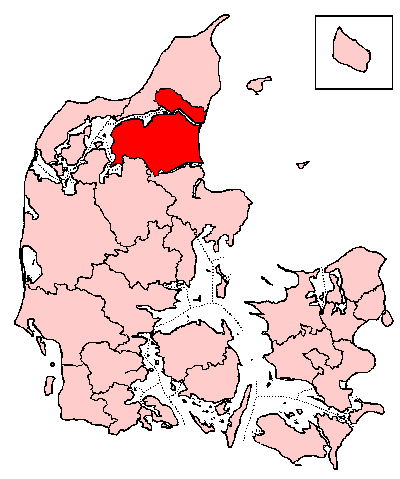
Lage des Aalborg_Amt in Dänemark

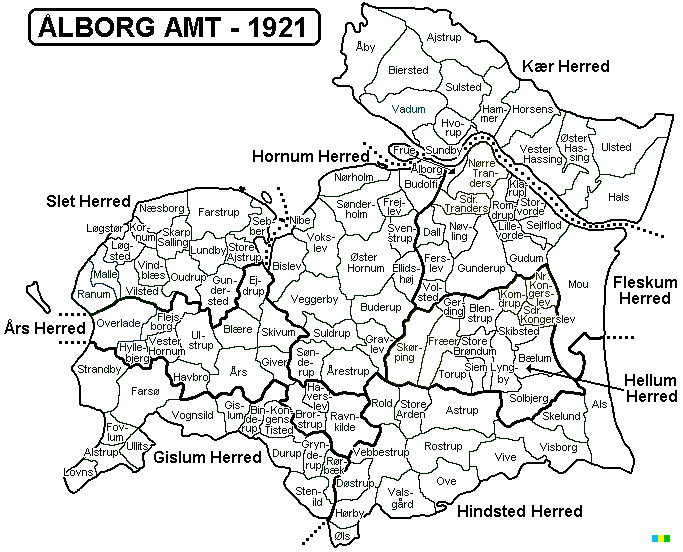
Ålborg Amt

Ålborg Amt (auch: Aalborg Amt) (benannt nach der Stadt Aalborg, 1948–1984: Ålborg) war bis zur dänischen Kommunalreform zum 1. April 1970 eines der damaligen Ämter in Dänemark. Das Amtsgebiet gehörte im Mittelalter zum Syssel Himmersyssel, jedoch gehörte die Harde Kær Herred, nördlich des Limfjords gelegen, zum Vendsyssel; 1542 wurde es zum Aalborghus Len, und nach verschiedenen Umstrukturierungen entstand 1793 das Aalborg Amt. Im Amtsgebiet lagen die Städte (dän.: Købstad) Aalborg, Løgstør, Nibe und Nørresundby.
Aalborg Amt bestand aus acht Harden (dän.: Herred):
- Fleskum Herred
- Gislum Herred
- Hellum Herred
- Hindsted Herred
- Hornum Herred
- Kær Herred
- Slet Herred
- Års Herred

Im Zuge der Kommunalreform 1970 wurden Aalborg Amt, Hjørring Amt, sieben Kirchspiele des Vester Van Herred im äußersten Nordosten des Thisted Amtes sowie Hobro und einige umliegende Kirchspiele aus dem Randers Amt zum Nordjyllands Amt zusammengeschlossen.